# 56 TCN
Năm 56 TCN là một năm trong lịch Julius. 